# Sebastiano (mestre da infantaria)
Sebastiano (em latim: Sebastianus; Adrianópolis, 9 de agosto de 378) foi um general romano do século IV, ativo durante o reinado do imperador Valente (r. 364–378). Lutou na Guerra Gótica de 376-382 contra os tervíngios de Fritigerno e esteve entre os oficiais mortos na Batalha de Adrianópolis de 9 de agosto de 378.

## Vida
Sebastiano aparece pela primeira vez entre 356-358, quando foi duque do Egito. Enquanto esteve em ofício recebeu do sofista Libânio as epístolas 318 (ca. 357), 350 (ca. 358?), 520 (ca. 356) e 597 (ca. 357), bem como foi mencionado na epístola 454 (355/356). Por esta época, havia no Egito um conflito entre arianos e ortodoxos e Sebastiano apoiou o bispo ariano Jorge de Laodiceia e obrigou os apoiantes do Primeiro Concílio de Niceia a deixarem suas igrejas. O patriarca Atanásio de Alexandria afirmou ter sido maltratado por Sebastiano, a quem acusou de ser simpatizante do maniqueísmo; Teodoreto de Cirro e Sócrates de Constantinopla fizeram a mesma acusação.
Como conde dos assuntos militares, participou da campanha do imperador Juliano, o Apóstata (r. 361–363) contra o Império Sassânida em 363. Em Carras, Juliano confiou a Sebastiano e Procópio o comando de uma força de 30 000 (segundo Amiano Marcelino), 20 000 (segundo Libânio), ou 18 000 (segundo Zósimo) homens com ordens de operar no rio Tigre e fazer contato com o rei armênio Ársaces II (r. 350–368). Os oficiais deveriam então atravessar Adiabena e se encontrar Juliano, porém o imperador faleceu antes do encontro e ao chegarem o exército na região Joviano (r. 363–364) já havia sido escolhido como novo monarca. Libânio sugeriu os reforços não chegaram devido a rivalidade entre Sebastiano e Procópio, mas de acordo com estudiosos modernos o motivo foi a presença do xá sassânida Sapor II (r. 309–379) no Tigre.
Ele presumivelmente acompanhou Valentiniano I (r. 364–375) para o Ocidente em 364 e desde 368 auxiliou-o em sua campanha contra os alamanos. Em 375, foi enviado com Merobaldo contra os quados. No mesmo ano, com a morte do imperador, temores de que Sebastiano poderia ser nomeado ao trono eram grandes, pois era popular entre os soldados. Apesar disso, decidiu ir à corte do sucessor de Valentiniano, Graciano (r. 375–383). Em 378, Sebastiano partiu da corte de Graciano e deslocou-se para a corte de Valente (r. 364–378) em Constantinopla. Duas fontes distintas fornecem dois relatos diferentes para este episódio: segundo Amiano Marcelino, Sebastiano foi nomeado mestre da infantaria e enviado por Graciano ao Oriente para auxiliar Valente em sua guerra contra os tervíngios de Fritigerno, enquanto para Zósimo ele partiu em decorrência de seu descontentamento com as intrigas dos eunucos e ao chegar em seu destino foi nomeado comandante-em-chefe na guerra em curso. Eunápio fornece relato semelhante ao de Zósimo, mas acrescenta que Sebastiano foi demitido de seu ofício no Ocidente devido as intrigas dos eunucos.
Na Trácia, Sebastiano escolheu 2 000 soldados que ele treinou e comandou pessoalmente. Aproximando-se das cidades tomadas pelos bárbaros e mantendo uma segurança militar, interceptou e abateu grande números de godos que estavam pilhando a região; seus corpos foram carregados pelo Evro (atual rio Maritsa, Bulgária). O sucesso de Sebastiano forçou os bárbaros a retrocederem, mas também causou a inveja de funcionários da corte imperial, e provavelmente o próprio Valente duvidou de sua fidelidade. Valente decidiu enfrentar os godos em campo aberto; não é claro se Sebastiano havia aconselhado o imperador a esperar os reforços de Graciano, como diz Zósimo, ou, inversamente, aconselhou um ataque, como dito por Amiano Marcelino em oposição ao mestre da cavalaria Vitor. O fato é que Valente escolheu atacar os godos e foi derrotado e morto na Batalha de Adrianópolis de 9 de agosto; nesta luta boa parte do exército romano foi destruído e o próprio Sebastiano morreu.

## Avaliação
Segundo a epístola 318 de Libânio, Sebastiano era casado com uma data (que não tem seu nome registrado) que faleceu em 357. Eunápio no fragmento 47 de sua obra louva-o por suas qualidades militares e seu desprezo pela riqueza.